# Olympische Sommerspiele 1996/Teilnehmer (Westsamoa)
| Gelbes Symbol für Goldmedaillen mit stilisierten Olympischen Ringen | Graues Symbol für Silbermedaillen mit stilisierten Olympischen Ringen | Braundes Symbol für Bronzemedaillen mit stilisierten Olympischen Ringen |
| ------------------------------------------------------------------- | --------------------------------------------------------------------- | ----------------------------------------------------------------------- |
| —                                                                   | —                                                                     | —                                                                       |

Westsamoa  nahm an den Olympischen Sommerspielen 1996 in Atlanta, USA, mit einer Delegation von fünf Sportlern (vier Männer und eine Frau) teil.

## Teilnehmer nach Sportarten

### Boxen
- Lupematasila Gasio
Mittelgewicht: 17. Platz

- Samuela Leuii
Halbschwergewicht: 17. Platz

### Gewichtheben
- Ofisa Ofisa
Mittelgewicht: 18. Platz

### Leichtathletik
- Chris Mene
Diskuswerfen: 39. Platz in der Qualifikation

- Iloai Suaniu
Frauen, Speerwerfen: 32. Platz in der Qualifikation